# Vendel Miklós
Vendel Miklós (1943-ig Vendl Miklós) (Sopron, 1896. október 8. – Sopron, 1977. február 7.) Kossuth-díjas magyar geológus, petrográfus, geokémikus, hidrológus, egyetemi tanár, a Magyar Tudományos Akadémia rendes tagja. Legjelentősebb tudományos eredményeit a kőzetalkotó ásványok és ércek geokémiai, genetikai és teleptani kutatásai során érte el. Közel négy évtizeden keresztül (1923–1959) volt a soproni bányamérnökképzés meghatározó alakja, az ásványföldtani és teleptani tanszékek vezetője.
Vendl Aladár (1886–1971) geológus, petrográfus, akadémikus és Vendl Mária (1890–1945) mineralógus, krisztallográfus öccse. Mária nővére révén Dudich Endre (1895–1971) zoológus, entomológus, akadémikus sógora, Dudich Endre (1934) geológus nagybátyja. 1943-ban vitézi címet kapott, ekkor magyarosította a családnevét.

## Életútja
Eötvös-kollégistaként 1914-től végezte felsőfokú tanulmányait a Budapesti Tudományegyetemen. Időközben az első világháború olasz frontján teljesített katonai szolgálatot, melynek során az egyik isonzói csatában megsebesült, s végül leszereléséig nyolc hadi kitüntetésben részesült. 1919-ben fejezte be az egyetemet természetrajz–vegytan szakos tanári képesítéssel, majd 1919–1920-ban az egyetem ásvány- és kőzettani tanszékének gyakornoka volt. 1920-ban kőzettani tárgyú értekezésével bölcsészdoktori oklevelét is megszerezte, ekkor Mauritz Béla tanársegédjévé léptették elő, s 1923-ig oktatott a fővárosi egyetemen.
1923-ban lehetősége nyílt visszatérni szülővárosába, amikor a Sopronra költöztetett Magyar Királyi Bányamérnöki és Erdőmérnöki Főiskola ásványföldtani tanszékének nyilvános rendkívüli tanárává nevezték ki. A fővárostól sem szakadt el egészen: 1925-ben a Pázmány Péter Tudományegyetem kőzettani magántanára lett. 1926-tól már nyilvános rendes tanári címmel vezette a soproni tanszéken folyó oktatómunkát egészen 1959-ig. Katedráját akkor is megtarthatta, amikor a soproni főiskola 1934-ben a budapesti Magyar Királyi József Nádor Műszaki és Gazdaságtudományi Egyetem bánya-, kohó- és erdőmérnöki kara, majd 1949-ben a miskolci Rákosi Mátyás Nehézipari Műszaki Egyetem bánya- és földmérnöki kara lett. Időközben 1941-ben átvette a Vitális István távozásával megüresedő földtani és telepismeret-tani tanszék vezetését. Egyidejűleg 1937–1938-ban a kar dékáni tisztét is betöltötte.
1959-ben a bányamérnökképzés megszűnt Sopronban, s a teleptani tanszéket is áthelyezték Miskolcra. Vendel ekkor lemondott egyetemi tanári állásáról, és rövid ideig a Nehézipari Minisztérium csoportvezető főmérnöke volt, majd 1961-ben kinevezték a soproni Bányászati Kutatóintézet petrográfiai osztályának tudományos főmunkatársává. 1965-ben az osztály vezetőjévé lépett elő, mely tisztséget 1972-es nyugdíjazásáig betöltötte, azt követően pedig az intézet tudományos tanácsadója volt. Ezzel párhuzamosan 1967-től 1970-ig látta el az igazgatói feladatokat a soproni Központi Bányászati Múzeum élén.

## Munkássága
Munkássága a földtan számos területére kiterjedt, de a legjelentősebb eredményeket teleptani és kőzettani kutatásaival érte el. Behatóan foglalkozott a kőzetalkotó ásványok, az agyagásványok, a bauxit- és bentonittelepek, a neogén kárpáti érctartomány szerkezeti felépítésével, genezisével és geokémiájával, az ércképződés és a magmás kristályosodás folyamataival. Tanulmányozta és tökéletesítette a kőzetmeghatározás módszertanát. Számos terepmunkát végzett Magyarország területén, és részletesen feltárta Sopron környékének földtani viszonyait.
Hidrológiai kutatásai elsősorban Sopron környékének hidrogeológiájára irányultak, de foglalkozott a karszt- és ásványvizek kémiai vizsgálatával és a karsztvízbetörések elleni bányaművelési védekezés módszereivel is. Kisházi Péterrel közösen az 1960-as években  felismerték a termálkarsztvíz alááramlásának jelenségét, amivel hozzájárultak a hévizes források pontosabb lokalizálásához.
Előszeretettel foglalkozott analitikai eszközök és módszerek tökéletesítésével, így például nevéhez fűződik a Vendel-féle szedimentációs mérleg, az iszapolókészülékek egyfajta változatának megépítése, valamint a szemcseméret-eloszlás vizsgálatára alkalmas, általa léckettős-vetítésnek elnevezett eljárás kidolgozása. Könyvei és egyetemi jegyzetei, módszertani áttekintései mellett közel kétszáz szakcikke, tanulmánya jelent meg. Tervbe vette Magyarország ásvány- és ércteleptani monográfiájának megírását is, ez a munkája azonban nem készült el. Közreműködött a Soproni Szemle 1936-os alapításánál.

### Társasági tagságai és elismerései
1933-ban a Magyar Tudományos Akadémia levelező, 1943-ban rendes tagjává választották. 1934 után rendes tagja volt a Szent István Akadémiának is. 1923–1924-ben a Magyarhoni Földtani Társulat első titkári teendőit látta el, 1966-tól a földtani társulat, 1971-től a Magyar Hidrológiai Társaság tiszteleti tagja volt. 1951-től vezetőségi tagja, majd díszelnöke volt a Műszaki és Természettudományi Egyesületek Szövetsége soproni szervezetének. Tiszteleti tagjául választotta a Saint Louis-i székhelyű Geokémiai Társaság, a Földtudományok Nemzetközi Szövetsége (IUGS), valamint az Osztrák Geológiai Társaság (ÖGG, 1958).
Tudományos munkássága elismeréseként 1950-ben Szabó József-emlékérmet kapott, 1951-ben pedig a földtudományok terén elért eredményeiért a Kossuth-díj ezüst fokozatát vehette át. 1966-ban az Országos Magyar Bányászati és Kohászati Egyesület Mikoviny Sámuel- és Zorkóczy Samu-emlékérmét ítélték neki oda, 1971-ben Zsigmondy Vilmos-emlékéremmel és a Pro Urbe Sopron díjjal honorálták tudományos életművét. 1976-ban a Miskolci Nehézipari Műszaki Egyetem díszdoktorává avatták. Mindezek mellett kitüntetettje volt a Szocialista Munkáért érdeméremnek (1953), a Munka Érdemrend arany fokozatának (1966) és a Felszabadulási Jubileumi Emlékéremnek (1970).

### Főbb művei
- Kőzet-, szén- és ércmeghatározó módszerek. Sopron: Röttig. 1935.
- Die technisch wichtigen Mineralschätze Ungarns mit Ausnahme der Kohlen und Erdöle vor und nach dem Zussmmenbruch. Sopron: Palatin-Joseph-Universität. 1939.
- Studien aus der jungen karpatischen Metallprovinz I: Zusammenhänge zwischen den Magmen und den jungen Gold-Silber- und verwandten Vererzungen. Sopron: Röttig; Romwalter. 1947.
- Zusammenhänge zwischen Gesteinsprovinzen und Metallprovinzen. Sopron: Magyar Műszaki és Gazdaságtudományi Egyetem. 1950.
- Teleptan I–II. V. M. előadásai alapján kiadja Frauenhoffer Kristóf. Sopron: Nehézipari Műszaki Egyetem. 1950–1951.
- Ásvány- és kőzettan. Budapest: Tankönyvkiadó. 1951.
- Néhány újabb ércképződési elmélet. Budapest: Mérnöki Továbbképző Intézet. 1952.
- Sopron környéke: Útikalauz. Sopron: Közdok. 1957.  A kiadás éve valójában 1958.[1]  (Csatkai Endrével és Varga Lajossal)
- A kőzetmeghatározás módszertana. Budapest: Akadémiai. 1959.
- Teleptan I: Az ércek teleptana. Miskolc: Nehézipari Műszaki Egyetem. 1960.   (Frauenhoffer Kristóffal)
- Magyarország földtana. Miskolc: Nehézipari Műszaki Egyetem. 1961.
- Történeti földtan. Miskolc: Nehézipari Műszaki Egyetem. 1962.
- Teleptan II: A nemércek teleptana. Miskolc: Nehézipari Műszaki Egyetem. 1962.

## Emlékezete
Halála után szülővárosa, Sopron posztumusz díszpolgárává választotta Vendel Miklóst. Születésének centenáriumán, 1996-ban avatták fel domborműves bronz emléktábláját, Kutas László alkotását Sopronban, a Béke utca 14. számú ház falán.

## További információ
- Bogsch László:  Vendel Miklós.  Geonómia és Bányászat,   (1977)
- Szádeczky-Kardoss Elemér:  Vendel Miklós emlékezete.  Földtani Közlöny,   (1977)
- Vitális György:  Dr. Vendel Miklós.  Hidrológiai Közlöny,   (1977)
- Bidló Gábor:  A három Vendl-testvér: A XX. századi magyar földtani tudományok kiemelkedő képviselői.  Földtani Közlöny,   (1999)
- Dudich Endre:  Száz éve született Vendel Miklós professzor.  Soproni Szemle,  LI. évf.  1. sz. (1997)   47–52. o.